# Christine Hallquist
Christine Hallquist (née le 11 avril 1956) est une femme politique américaine et ancienne PDG de Vermont Electric Cooperative (en) (VEC). 
Elle est la première femme ouvertement transgenre à être candidate au poste de gouverneur aux États-Unis pour un des deux grands partis du pays, en remportant la nomination démocrate de 2018 pour le poste de gouverneur du Vermont, avec plus de 40 % des voix,. Elle travaille à VEC de 1998 à 2018, les douze dernières années en tant que cheffe de la direction, jusqu'à sa démission pour entrer dans la course au poste de gouverneur,. Elle échoue cependant face à son adversaire républicain Phillip Scott.

## Biographie

### Jeunesse et éducation
Née David Hallquist dit Dave, elle grandit à Baldwinsville (New York) et fait ses études dans une école primaire catholique. Elle a des difficultés à supporter l'enseignement qu'on lui donne et lors de sa 8e année, un responsable de l'école appelle ses parents pour dire qu'elle aurait besoin d'un exorcisme. Ses parents finissent par la retirer de cet établissement. Elle fréquente alors l'école publique et, plus tard, la Mohawk Valley Community College en Utica, New York.

### Carrière
Après le début de sa vie professionnelle chez IBM, Christine Hallquist obtient un emploi à la Digital Equipment Corporation. Là, elle rejoint un programme de formation de l'Université du Massachusetts à devenir un ingénieur électrique et travaille avec Digital pour créer une alimentation électrique à faible coût et sans gaspillage. Elle accepte un début de rachat de son projet par Digital et part pour le Vermont pour devenir la directrice d'une petite entreprise d'électronique à Barre, puis y fonde sa propre société de conseil qui travaillera avec des compagnies telles que Xerox, Miller Brewing Company, et Honda. Elle a commencé en tant qu'ingénieure puis devient manager des opérations en 2000 à la Vermont Electric Cooperative, peu de temps après sa reprise pour éviter la faillite.

### Campagne pour le poste de gouverneur
Christine Hallquist annonce sa campagne pour le poste de gouverneur le 8 avril 2018 à Morrisville dans un discours où elle déclare : « je crois vraiment que le Vermont est prêt à élire une gouverneure transgenre parce que je pense que les habitants du Vermont ne vont pas s'arrêter à ça ». Elle fait campagne sur l'accès au plus grand nombre au haut-débit, sur la couverture médicale universelle et pour des actions fortes contre le changement climatique.
Dans une interview avec Associated Press le 22 août 2018, elle déclare avoir reçu des menaces de mort et des attaques personnelles de tous les États-Unis et de partout dans le monde. Les menaces l'obligent à modifier ses meetings de campagne et de cacher l'adresse de son bureau de campagne à Morrisville,,.
Au scrutin du 6 novembre suivant, elle échoue à être élue, obtenant 40,4 % des voix contre 55,4 % à son adversaire républicain Phillip Scott.

### Vie personnelle
Elle vit à Hyde Park, dans le Vermont, avec son épouse, Patricia. Elles ont trois enfants adultes et deux petits-enfants. Elle confie à son épouse le fait qu'elle est transgenre au début de leur mariage et s'ouvre à ses enfants dans les années 2000. Elle parle publiquement de sa transition en 2015. Bien que sa mère ait accepté sa transition, la relation d'Hallquist avec certains de ses amis ainsi que de ses frères et sœurs s'est détériorée. Elle avouera plus tard que la transition a été beaucoup plus facile que prévu et que sa relation avec son épouse et ses enfants reste forte.